# Liste der Monuments historiques in Masevaux-Niederbruck
Die Liste der Monuments historiques in Masevaux-Niederbruck führt die Monuments historiques in der französischen Gemeinde Masevaux-Niederbruck auf.

## Liste der Bauwerke
| Bezeichnung                  | Beschreibung                                                                                     | Standort                                                 | Kennzeichnung | Schutzstatus | Datum | Bild           |
| ---------------------------- | ------------------------------------------------------------------------------------------------ | -------------------------------------------------------- | ------------- | ------------ | ----- | -------------- |
| Brunnen                      | ehemals bezeichnet 1768                                                                          | Masevaux, rue de Houppach (Lage)                         | PA00085513    | Inscrit      | 1937  | weitere Bilder |
| Hôtel de Ville               | zwischen 1748 und 1751 erbaut                                                                    | Masevaux, 5 rue du Maréchal de Lattre de Tassigny (Lage) | PA00085514    | Inscrit      | 1937  | weitere Bilder |
| Wohnhaus                     | Portal, erste Hälfte des 16. Jahrhunderts                                                        | Masevaux, 16 place des Alliés (Lage)                     | PA00085516    | Inscrit      | 1937  |                |
| Nebengebäude des Capplerhofs | Nebengebäude eines Adelshofs, um 1700, später als Gerberei genutzt                               | Masevaux, 7 rue de l’Ancien Hôpital (Lage)               | PA00085510    | Inscrit      | 1987  |                |
| Kirche St-Martin             | Bau 1787 begonnen, Entwurf Gabriel Ignaz Ritter, verändert zwischen 1837 und 1842 fertiggestellt | Masevaux, place du Lieutenant-Colonel de Gayardon (Lage) | PA00085511    | Inscrit      | 1937  | weitere Bilder |
| Wohnhaus                     | Portal, erste Hälfte des 16. Jahrhunderts                                                        | Masevaux, 14 place des Alliés (Lage)                     | PA00085515    | Inscrit      | 1937  |                |
| Abtei Masevaux               | Chor der Abteikirche St-Léger, zweite Hälfte des 14. Jahrhunderts                                | Masevaux, 9 place des Alliés (Lage)                      | PA00085509    | Classé       | 1898  | weitere Bilder |
| Brunnen                      | 1768 erbaut                                                                                      | Masevaux, place des Alliés (Lage)                        | PA00085512    | Inscrit      | 1937  | weitere Bilder |
| Wohnhaus                     | Portal, erste Hälfte des 16. Jahrhunderts                                                        | Masevaux, 22 place des Alliés (Lage)                     | PA00085517    | Inscrit      | 1937  |                |
| Capplerhof                   | Adelshof, 1605 erbaut, Renaissanceportal bezeichnet 1692 (Umbau)                                 | Masevaux, 15 rue Meyenberg (Lage)                        | PA00085518    | Inscrit      | 1987  |                |
| Vierge d’Alsace              | Monumentalskulptur einer Madonna mit Kind, Bildhauer Antoine Bourdelle, 1922                     | Niederbruck, nördlich des Ortes (Lage)                   | PA00085567    | Inscrit      | 1985  | weitere Bilder |

## Liste der Objekte
| Bezeichnung                                                                | Beschreibung | Standort                                       | Kennzeichnung | Schutzstatus | Datum | Bild |
| -------------------------------------------------------------------------- | --- | ---------------------------------------------- | ------------- | ------------ | ----- | ---- |
| Tympanon                                                                   | Fragment einer Verkündigungsdarstellung; Sandstein, zweite Hälfte des 14. Jahrhunderts; möglicherweise aus der Abteikirche; momentan im Musée historique de la Vallée de Masevaux | Houppach, in der Grotte de Sainte-Odile (Lage) | PM68000739    | Classé       | 1999  |      |
| Pietà                                                                      | Holz, farbig gefasst und vergoldet, 15. Jahrhundert | Masevaux, in der Kirche St-Martin (Lage)       | PM68000231    | Classé       | 1984  |      |
| Glocke                                                                     | Bronze, 1628 gegossen | Masevaux, bei der Kirche St-Martin (Lage)      | PM68001429    | Inscrit      | 2002  |      |
| Kreuzigungsgruppe                                                          | kleinformatige Darstellung; Holz, farbig gefasst, Ende des 18. Jahrhunderts | Masevaux, in der Kirche St-Martin (Lage)       | PM68000971    | Classé       | 2010  |      |
| Kruzifix                                                                   | Holz, bemalt und vergoldet, um 1840 | Masevaux, in der Kirche St-Martin (Lage)       | PM68001113    | Inscrit      | 1985  |      |
| Vuer Skulpturen                                                            | zwei Engel und zwei Putti; Holz, farbig gefasst, um 1700; die Engelsskulpturen 2001 gestohlen                                                                                     | Masevaux, in der Kirche St-Martin (Lage)       | PM68000483    | Classé       | 1984  |      |
| Grabstein für Nicolaus Friedrich von Rothenburg und Anna Johanne von Rosen | Sandstein, um 1737 | Masevaux, in der Kirche St-Martin (Lage)       | PM68000485    | Classé       | 1984  |      |
| Skulptur Schmerzensreiche Gottesmutter                                     | Holz, 16. oder 19. Jahrhundert | Masevaux, in der Kirche St-Martin (Lage)       | PM68000481    | Classé       | 1984  |      |
| Skulptur Heiliger Martin von Tours                                         | Holz, farbig gefasst und vergoldet, 16. Jahrhundert | Masevaux, in der Kirche St-Martin (Lage)       | PM68000482    | Classé       | 1984  |      |
| Votivbild Die Madonna erscheint der Äbtissin Anna Maria von Hagenbach      | Ölfarbe auf Leinwand, vergoldeter Holzrahmen, 1755 | Masevaux, in der Kirche St-Martin (Lage)       | PM68000972    | Classé       | 2010  |      |
| Skulptur Heiliger Antonius der Große                                       | Holz, 17. Jahrhundert | Masevaux, in der Kirche St-Martin (Lage)       | PM68000484    | Classé       | 1984  |      |
| Gemälde Christus im Grab                                                   | Ölfarbe auf Leinwand, um 1860 von Jean-Jacques Henner | Masevaux, in der Kirche St-Martin (Lage)       | PM68000740    | Classé       | 1999  |      |
| Reliquienschrein des heiligen Erasmus                                      | Holz, farbig gefasst und vergoldet, Textilien und weitere Materialien, 1651 | Masevaux, in der Kirche St-Martin (Lage)       | PM68000825    | Classé       | 2004  |      |
| Pietà                                                                      | Holz, farbig gefasst, erste Hälfte des 15. Jahrhunderts | Stœcken, in der Kapelle St-Michel (Lage)       | PM68001231    | Inscrit      | 1997  |      |
| Zwei zweiflügelige Türen                                                   | Eichenholz, Schmiedeeisen und Messing, 1788, vermutlich von Jean Baptiste Kléber                                                                                                  | Masevaux, in der Abteikirche St-Léger (Lage)   | PM68000487    | Classé       | 1984  |      |